# Oberstabsbootsmann
Der Oberstabsbootsmann ist einer der Dienstgrade der Bundeswehr.

## Bundeswehr
Der Oberstabsbootsmann ist einer der Dienstgrade der Bundeswehr für Marineuniformträger. Gesetzliche Grundlage ist die Anordnung des Bundespräsidenten über die Dienstgradbezeichnungen und die Uniform der Soldaten und das Soldatengesetz.

### Dienstgradabzeichen
Die Dienstgradabzeichen des Oberstabsbootsmanns zeigen einen Kopfwinkel, darunter zwei Winkel, alle drei mit der Spitze nach oben auf beiden Unterärmeln. Ähnlich gestaltet sind die Schulterabzeichen. Die Schulterklappen sind zusätzlich mit einer geschlossenen Tresse umrandet.

### Geschichte
Der Dienstgrad wurde 1955 eingeführt. Beförderungen zum Oberstabsbootsmann waren zwischen 1969 und 1983 ausgesetzt.

### Sonstiges
Die Dienstgradbezeichnung ranggleicher Luftwaffen- und Heeresuniformträger lautet Oberstabsfeldwebel. Hinsichtlich Befehlsgewalt, Ernennung, Sold, den nach- und übergeordneten Dienstgraden, ähnlich auch hinsichtlich der Dienststellungen sind Oberstabsbootsleute und Oberstabsfeldwebel gleichgestellt.
| Unteroffizierdienstgrad |                                       |                    |
| Niedrigerer Dienstgrad |                                       | Höherer Dienstgrad |
| Stabsfeldwebel Stabsbootsmann                                                                                                   | Oberstabsfeldwebel Oberstabsbootsmann | -                  |
| Dienstgradgruppe: Mannschaften – Unteroffiziere o.P. – Unteroffiziere m.P. – Leutnante – Hauptleute – Stabsoffiziere – Generale |                                       |                    |

## Nationale Volksarmee und Wehrmacht
In der Kriegsmarine der Wehrmacht und der Volksmarine gab es den Dienstgrad Oberstabsbootsmann nicht. In der Kriegsmarine gab es aber den ähnlich lautenden Dienstgrad Stabsoberbootsmann, der zuletzt ebenfalls der höchste Dienstgrad für Portepeeunteroffiziere war. In der Volksmarine gab es weder einen gleich- noch ähnlich lautenden Dienstgrad. Hier war der Stabsobermeister höchster Dienstgrad für Unteroffiziere mit Portepee.